# 1969年8月27日月食
1969年8月27日月食为一次在协调世界时1969年8月27日出現的半影月食。該次月食半影食分為0.038、全影食分為-0.946。

## 概述
這次月食的食分是22.44。

## 基本參數
- 類型：半影月食
- 食甚資料：
  - 日期：1969年8月27日
  - 時間：10:48
  - 月球位置：赤經22.44度、赤緯-11.4度
  - 食分：半影食分：0.038、全影食分：-0.946

## 外部連結
- NASA月食專頁（页面存档备份，存于）（英文）